# 豊後大野警察署
豊後大野警察署（ぶんごおおのけいさつしょ）は、大分県警察が管轄する警察署の一つである。

## 沿革
- 2005年（平成17年）3月31日 - 大野郡5町2村（三重町、清川村、緒方町、朝地町、大野町、千歳村、犬飼町）が合併し豊後大野市となったことに伴い、三重警察署から豊後大野警察署に改称。

## 駐在所
- 緒方北警察官駐在所 - 豊後大野市緒方町下自在611-2
- 上緒方警察官駐在所 - 豊後大野市緒方町徳田150-3
- 清川警察官駐在所 - 豊後大野市清川町砂田1618-5
- 朝地警察官駐在所 - 豊後大野市朝地町坪泉539-23
- 大野西警察官駐在所 - 豊後大野市大野町大原1191
- 大野中警察官駐在所 - 豊後大野市大野町田中2046-4
- 千歳警察官駐在所 - 豊後大野市千歳町新殿695
- 犬飼警察官駐在所 - 豊後大野市犬飼町下津尾3889-2

## アクセス
- JR九州豊肥本線 三重町駅から徒歩約12分